# Левицкий, Анатолий Николаевич
Анатолий Николаевич Левицкий (фр. Anatole Lewitsky; 22 августа 1903 или 22 августа 1901, Красноводск — 23 февраля 1942, Форт Мон-Валерьен) — французский антрополог из числа русских эмигрантов первой волны.

## Биография
Возглавлял один из отделов музея Человека, специализировался на исследовании сибирского шаманизма.
Вместе с Борисом Вильде и Ивонн Оддон он основал в 1940 году первую ячейку движения Сопротивления, получившую название «сети Музея Человека». Группа наладила издание газеты «Резистанс», которая дала название всему движению.
Левицкий был арестован по доносу и приговорён к смерти. Расстрелян вместе с Леоном-Морисом Нордманном, Жоржем Итьером, Жюлем Андрие, Рене Сенешалем, Пьером Вальтером и Борисом Вильде 23 февраля 1942 года в Форте Мон-Валерьен. Похоронены на кладбище в Иври-сюр-Сен.
Указом Президиума Верховного Совета СССР от 7 мая 1985 года посмертно награждён орденом Отечественной войны I степени.